# Oniriad
Oniriad — второй полноформатный студийный альбом польской метал-группы Darzamat, вышедший в 2003 году.

## Об альбоме

### Процесс записи
В 2001 году в собственной студии Post Street коллектив начинает самостоятельную запись нового «экспериментального» материала и, спустя некоторое время, завершает полноформатный студийный альбом. Но работа над ним происходила в довольно плохой атмосфере, при постоянных ссорах.
Бас-гитара на записи была синтезирована.
Выпуск появился в 2003 году на компакт-диске при поддержке Avantgarde (их подразделения Wounded Love Records) и получил название Oniriad. В 2003-м после изменений в составе все шло к смене лейбла. Ещё до того, как коллектив начал сотрудничество с новой компанией в работе над очередной записью, участники решили разорвать контракт с Avantgarde. В связи с этим, с момента начала сотрудничества коллектива с Metal Mind, именно они издают запись. В СНГ этим занялись IROND.
На композицию «When the Dreams Died» был снят видеоматериал.
В одном из интервью, вошедших в дополнительные материалы видеоальбома Live Profanity (Visiting the Graves of Heretics), Flauros говорит о том, что хотел бы исключить Oniriad из официальной истории коллектива, намекая на то, что концепция материала альбома ему чужда и, по видимому, была результатом компромисса с Simon. Коллектив не играет композиции с альбома на выступлениях, а сами участники, как и большинство критиков, считают запись «из ряда вон выходящим исключением» и вообще материалом, не имеющим никакого отношения к нынешнему Darzamat.

### Звучание
Материал становится комбинацией нескольких музыкальных стилей. Несмотря на компромиссы и жертвы, на которые вынуждены были идти музыканты, пытаясь сделать более оригинальную запись, и определенного рода закономерные результаты, материал иногда характеризуется как достаточно заурядный готик-метал.

### Концепция и название
Название альбома Oníriad (рус. Онириа́да) не переводится и как производное слово «апеллирует» к такому явлению, как ониризм, то есть к снам наяву. Однако сам текст не имеет к снам как таковым никакого отношения, он рассказывает о любви, одиночестве, желании, «ошибках», надежде, «свободе», «обаянии ночи» и расставании. В течение всего альбома эти явления связывает в единое целое тоска. Ониризм же в отношении текста делает эти понятия воображаемыми и идеализированными.

## Список композиций
1. «Into the Abyss of Forgotten Woods» — 4:40
2. «The Longest Journey» — 5:23
3. «Nameless» — 4:51
4. «Beauty» — 5:29
5. «Time» — 4:38
6. «Moon Has Imprisoned Me In Her Shine» — 3:37
7. «When the Dreams Died» — 4:39
8. «Elegy» — 3:41
9. «Soporific» — 5:11[1][2]

## Участники записи

### Коллектив Darzamat
- Рафал «Flauros» Горал — вокал
- Шимон «Darzamath, Simon» Струшек — клавишные, программирование
- Катажина «Kate» Банашак — вокал
- Кшиштоф «Chris» Михалак — гитара
- Павеу «Paul» Худжицки — ударные

### Техническая сторона
- Шимон «Darzamath, Simon» Струшек — звукоинженер, сведение, микширование, мастеринг

### Художественная работа
- Бартломей Кравчик — обложка, фотография[1][2][6]